# 河埒街道
河埒街道，是中华人民共和国江苏省无锡市滨湖区下辖的一个乡镇级行政单位。

## 行政区划
河埒街道下辖以下地区：
青山社区、产山社区、惠河社区、河埒社区、溪南社区、水秀社区、孙蒋社区、蠡桥社区、协民社区、月秀社区、稻香社区和北桥社区。